# 薩尼·阿巴查

薩尼·阿巴查肖像

薩尼·阿巴查（Sani Abacha；1943年9月20日—1998年6月8日）是尼日利亞將領，於1993年11月通過軍事政變成為尼日利亞的最高掌權者，直至逝世。
阿巴查是卡努里人，出生於卡諾。1963年成為軍官。1990年出任尼日利亞國防部長。

## 執政
在阿巴查統治期間，尼日利亞的外匯儲備從1993年的4.94億美元上升至1997年中的96億美元，外債從1993年的360億美元減至1997年的270億美元，通脹率從易卜拉欣·巴班吉達時期的54%下降至1993－98年間的8.5%。
執政時處死八位政治反對者，遭美國列為「流氓國家」，遭大英國協除名，取消會員資格。

## 贪腐

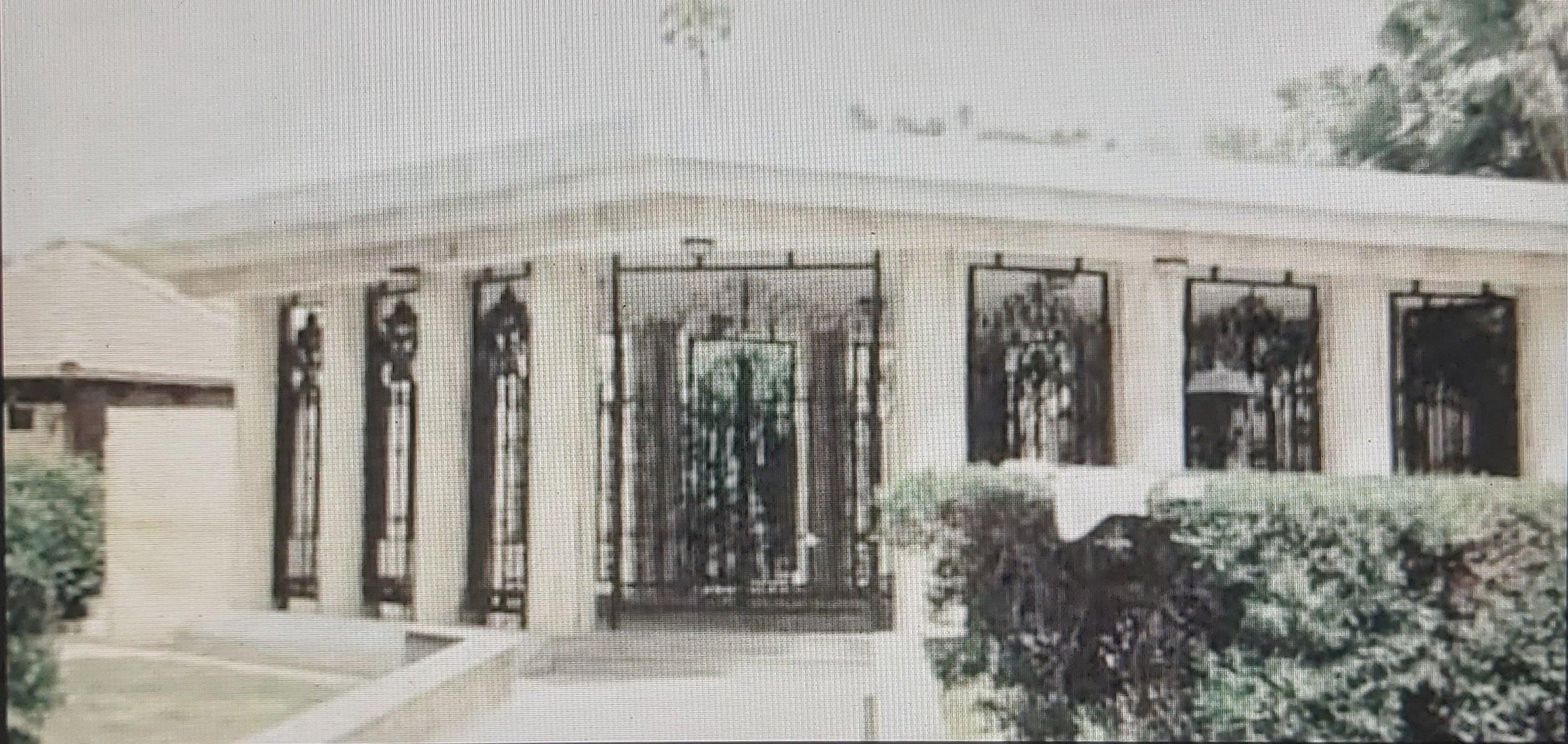
薩尼·阿巴查位於家鄉卡諾的陵墓

1998年6月阿巴查心臟病發去世後，尼日利亞政府開始追查阿巴查家族非法取得的巨額財產。尼政府估計該等財產高達20億至50億美元，大部分已被轉移至國外。2002年，尼政府與阿巴查家人一度達成協議，容許阿巴查家人保留1億美元資產，換取他們合作歸還其餘不法資產，但阿巴查長子穆罕默德·阿巴查在獲釋後不接受協議，使得該協議形同無效，尼政府唯有繼續以司法途徑追回資產。
2014年，美国政府宣佈已冻结阿巴查贪污所得的4亿5千8百万美元资产。
截至2014年4月，尼政府已追回約12億美元的不法財產。
2014年6月，列支敦士登向尼日利亞歸還2.77億美元。
2017年12月，瑞士政府宣佈將會向尼日利亞歸還阿巴查盜取的3億2千萬美元資產。截至2018年，瑞士總共已歸還超過10億美元予尼日利亞。
2020年5月，在尼日利亞政府同意把款項用於基建項目後，存於澤西銀行戶口的3.08億美元獲歸還予尼日利亞。
截至2021年1月，尼日利亞政府已追回超過24億美元。

## 個人生活
阿巴查有10個孩子。